# Osiris (mythologie)
Osiris is een godheid uit de Egyptische mythologie. Hij is de zoon van Geb, de god van de aarde, en diens zuster Noet, godin van de hemel. Hij werd na Ra koning van het Oude Egypte. Zijn vrouw, tevens zijn zuster, is Isis. Met haar behoort hij tot de Enneade (het negental) van Heliopolis. Zijn zoon is Horus. Volgens oude verhalen was Osiris uit de hemel gekomen en volgde hij zijn overgrootvader Ra op als farao (koning) van Egypte.
In het oude Egypte was hij een zeer populaire god, die trekken van allerlei goden in zich verenigde. Hij werd steeds belangrijker en groeide uit tot een van de grootste en belangrijkste goden in Egypte. Zijn dood wordt beschreven in een van de meest bekende godenverhalen uit het Oude Egypte: De Osirismythe. Osiris werd god van de doden en het eeuwige leven in het hiernamaals. In alle grafkamers van farao's zijn voorstellingen te zien van de farao die zich aan de lotsbepaling door Osiris (de weging van het hart, ofwel de weging van de eeuwige/Goddelijke Ziel) onderwerpt. Velen richtten in Abydos bij het graf van Osiris een stele op of lieten hun mummie ernaartoe transporteren, om zo in het lot van Osiris te kunnen delen. Iedere dode werd een Osiris, dat wil zeggen een uit de dood herrezene, een wedergeborene.

## Achtergrond van de god Osiris

### Goddelijke koning
Reeds vroeg werd hij verbonden met de god Andjeti uit Busiris in de delta, een god van de geitenherders aldaar. Aan hem ontleende Osiris de attributen van de herdersstaf en het flagellum (gesel). In analogie met de  Keltische Ogmyos, die overeenkomstige attributen droeg, respectievelijk de Heilsbeker (=herdersstaf) en de knuppel (=de gesel). Als ‘goede herder’ was Osiris koningsgod annex Koning-Priester. Hij zou in de voortijd ook werkelijk als koning hebben geheerst, gedood zijn door zijn vijandige broer Seth, die zich van de erfenis meester wilde maken, maar gewroken zijn door zijn zoon Horus. Talrijk waren de mythen rond dit gebeuren.
Volgens de scheppingsverhalen van Heliopolis (de stad van de zon) was Osiris de directe erfgenaam van de scheppergod Ra-Atoem en dus diens rechtmatige opvolger op de aardse troon. In de 'gouden tijd' was Ra zelf koning op aarde, maar na de opstand van de mensen en de gedeeltelijke vernietiging van de mensheid door Ra's oog 'Hathor-Sechmet', schiep Ra de onderwereld en werd hij een hemelgod, die dagelijks op zijn bark langs het hemelgewelf vaart. Voor hij de god van de onderwereld werd was Osiris volgens de mythe dus een goddelijke koning op aarde. Dagelijks worden in het zesde uur van de nacht Ra en de onderwereldgod Osiris even verenigd tot Ra-Osiris. Dit scheppingsverhaal verbeeldt tevens een profetische weergave van de actualiteit van heden namelijk de overgang van de vierde naar de vijfde wereld, het Zonnetijdperk van Aquarius (de stad van de Zon). 

### Landbouw- en vruchtbaarheidsgod
Osiris leerde van zijn zus en geliefde echtgenote Isis de landbouw (landbouw ontstond ergens in het 10e millennium v.Chr. na de laatste ijstijd). Osiris was de god van de wederopstanding en de vruchtbaarheid. Zijn festivals (die plaatsvonden rond het zaai- en oogstfeest) werden vaak omringd door vruchtbaarheidsrituelen waar graan een grote rol in speelde. Het symbool Djed waar Osiris vaak mee geassocieerd wordt, stelde de Boom des Levens voor. De top ervan heeft vier uitstulpingen. Elk ervan symboliseert een (1) wereld. Heden zijn wij aan het einde van de vierde wereld aanbeland. Het symbool zou zijn oorsprong vinden in een oeroud natuurritueel dat aan het begin van de Egyptische godsdienst geïntegreerd werd in de god Chentiamentioe. Deze god uit Abydos werd later geassimileerd in de god Osiris. Telkens wanneer er sprake is van een huwelijk in combinatie met een incestueuze relatie is er opzet in het spel. Men kende de gevaren van dergelijke verhoudingen net zo goed als tegenwoordig. Als er een kind uit voortkomt gaat het daarom altijd om een heilig, wedergeboren Kind. (In analogie: het geboorteverhaal van Jezus.)

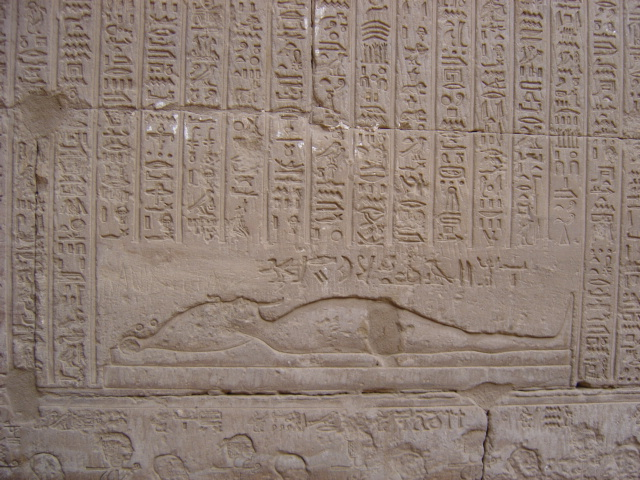
Osirismythe in het tempelcomplex van Dendera

Dit wijst op Osiris als god van de vegetatie. Hij manifesteerde zich in het graan, dat in de aarde begraven wordt maar door spontane scheppende kracht in de opschietende aar herrijst en vrucht draagt. In de zogenoemde Osirismysteriën werd bij het lijk van Osiris gewaakt en werd een beeldje van Osiris gemaakt uit gedroogd nijlslib en graan. Wanneer het bevochtigd werd, botte het graan uit; een symbool van de stervende en herrijzende vegetatie (zie ook graanpop).
Osiris dankt zijn zwarte of groene huidskleur aan het zwarte Nijlslib en de groene gewassen, die er uit oprijzen. Als het sterrenbeeld Orion was Osiris verantwoordelijk voor de jaarlijkse overstroming van de Nijl.

### Maangod
Osiris was voorts god van de afnemende en wassende maan en van de overstroming van de Nijl. Soms wordt de god Iah ('maan') verbonden met Osiris en dan ontstaat een gemengde godheid: Osiris-Iah. De maancyclus wordt zo verbonden met het regeneratieaspect van Osiris. In de mythe van de strijd tussen Horus en Seth wordt Osiris' lichaam in 14 delen gehakt, een getal dat correspondeert met het aantal dagen van de 'wassende maan'. Na die 14 dagen keert de 'volle maan' aan de hemel terug.
In die strijd tussen Osiris' zoon Horus en Osiris' broer Seth (god van wanorde) verwondde Seth het linker(maan)oog van Horus, maar Thot wist dat oog te genezen. Horus bood daarop Osiris zijn herstelde oog (Wedjat, 'het ongerepte) aan, zodat hij hiermee veilig naar het hiernamaals kon reizen. Het beschadigen en herstellen van Horus' linkeroog wordt met de maandelijkse maancyclus geassocieerd. Het Wedjatoog is daarmee een sterk symbool van regeneratie en continuïteit en er zijn veel amuletten gemaakt, vooral om overledenen, net als Osiris die hen voorging, te helpen de Doeat (het hiernamaals) te bereiken. Ze zijn vaak van groen (of blauw) faience, in verband met Osiris' opstanding in de andere wereld. Groen is de kleur van het gewas dat opnieuw uit de zwarte klei van de Nijl oprijst. Daarom heeft Osiris een groene, dan wel zwarte huidskleur.

### Verrijzende god
Osiris werd ook vaak geïdentificeerd met de god Wenen-nefer, ‘die voortdurend jeugdig is’, wat past bij een stervende en herlevende god, die vele Osirisbeeldjes van deze verder als gemummificeerd afgebeelde god kenmerkt; een duidelijk voorbeeld van wederopstanding na een periode van symbolische dood of slaap.
De reiger Benoe is een van Osiris' goddelijke dieren en hij wordt dan ook onder meer als reiger met atefkroon voorgesteld. De grijze reiger symboliseert de Feniks, de vogel die uit zijn eigen as herrijst en opnieuw uit een ei wordt geboren. Een ander heilig dier van Osiris is de Apisstier, die zowel symbool staat voor de vruchtbaarheid als het hiernamaals.

### God van de onderwereld
Osiris was tevens de heerser over de Doeat, de onderwereld of het Rijk der Doden. De Egyptenaren geloofden dat hij in een paleis in het westen zetelde, waar de doden eerst doorheen moesten. Hij was er opperrechter, bijgestaan door 42 helpers. Bij iedere doorgangspoort stonden Osiris' dienaren met dierenkoppen, die de doden op de proef stelden, zoals beschreven in het Egyptisch Dodenboek Amdoeat. Bij de doortocht van het 6de en 7de uur kwam de dode aan bij de troon van Osiris. Hier zou zijn hart gewogen worden tegen de Veer van de Waarheid van Maät (godin van de kosmische orde). Als de dode een goed leven had geleid, was het hart lichter en mocht hij van Osiris het Jaroeveld betreden, het Egyptische hiernamaals. Als het hart echter zwaarder was dan de veer, door alle zonden, werden het hart en de dode opgegeten door een monster, de 'Dodenverslinder' Ammoet of Amemet. Ammoet had de kop van een krokodil, de voorpoten van een leeuw en het achterlijf van een nijlpaard.

## Oorsprong
De oorsprong van Osiris als god van het dodenrijk komt voort uit zijn assimilatie (rond de 3e of 4e dynastie) van de god van de necropolis in Abydos: Chentiamentioe (ook Khontamentiu, Khentamenti, Khontamenti, Khenty Amentiu, Khenti Amentiu). Deze dodengod hielp overledenen naar het land in het westen te reizen, en hij was bestuurder van de zonnebark gedurende de nachtelijke reizen. 
De allereerste tempel in Abydos was gewijd aan Chentiamentioe. De associatie met Osiris was zo vroeg in de geschiedenis dat bijna niemand meer wist waar zijn rol, als god van het dodenrijk die alle overledenen beoordeelt,  oorspronkelijk vandaan kwam.

## Geboortefeest
Tijdens het hoogtepunt van het Choaikfestival, op 26 Choiak (28 december), vierden de Egyptenaren de (weder)geboorte van Osiris als Sokaris, de stralende ochtendzon, die Egypte nieuw leven brengt. De dierenriem van de tempel van de godin Hathor in Dendera laat de positie van de sterren zien op 28 december 47 v. Chr., toen het volle maan was, het symbool van de wederopstanding van Osiris en 26 Choiak, of het feest van de wedergeboorte van Osiris.

## De Osirismythe

### Korte versie
De broer van Osiris was Seth. Seth was jaloers op zijn broer omdat hij koning was. Daarom bedacht hij een list. Hij maakte een kist en via een leugentje moest Osiris er 'even' inkruipen. Seth sloot toen de kist en wierp die in de Nijl, maar Isis vond de kist terug. Seth werd woedend en hakte het dode lichaam van Osiris in stukken en gooide die over de uithoeken van het oude Egypte. Isis (Osiris' vrouw) trok jarenlang rond op zoek naar de stoffelijke resten van haar echtgenoot. Na lang zoeken vond ze de lichaamsdelen terug, behalve zijn geslachtsorgaan (die door een vis was ingeslikt en die vervangen werd door een houten geslachtsorgaan), en mummificeerde die tot één geheel. Osiris was er lang genoeg om nog een kind te verwekken: Horus. Die werd na een lange strijd met Seth koning van Egypte.

### Lange versie
[Onderstaand verhaal is ontleend aan de Oudegyptische denkwereld. Om te voorkomen dat het verhaal uit zijn oorspronkelijke context wordt gehaald, is het alvorens veranderingen aan te brengen aangewezen, eerst bovengenoemde bronnen te raadplegen].
"De mythe van Osiris is het bekendste verhaal uit het oude Egypte en gaat over zijn dood en wederopstanding - een thema dat de dagelijkse cyclus weerspiegelt van het 'sterven' van de zon bij zonsondergang en zijn 'geboorte' bij zonsopkomst. Osiris was niet alleen god van het koningschap en de levenskracht van de farao, hij was de personificatie van de vruchtbaarheid van het land en de geest van de vegetatiecyclus. Als heerser over het dodenrijk schonk hij nieuw leven aan hen die de onsterfelijkheid hadden verdiend door hun zuivere levenswandel."
Osiris werd geboren uit Geb, de aarde, en Noet, de hemelgodin. Als koning van Egypte was hij rechtvaardig en stelde hij wetten voor zijn volk op. Hij kende niet alleen de roem maar ook de afgunst. Zijn werk als koning zorgde ervoor dat hij veel moest reizen. Terug van een van zijn reizen werd Osiris, onder aanvoering van zijn broer Seth, door 72 samenzweerders op een feestmaal onthaald. Tijdens dit maal toonde Seth een prachtige, rijk versierde kist. Nadat iedereen de kist had bewonderd, beloofde Seth de kist te schenken aan degene die erin paste en zei dat die de machtigste god was. Daarop gingen zij allen om beurten in de kist liggen. Niemand paste. Toen het Osiris' beurt was stapte hij in de kist en strekte zich erin uit. De kist had precies zijn maat. De samenzweerders dromden samen rond de kist, spijkerden het deksel vast en wierpen de met lood overgoten kist in de Nijl. Toen Isis hoorde wat haar echtgenoot was overkomen, sneed zij een van haar lokken af en kleedde zich in rouwgewaden.
Na Osiris' dood regeerde Seth als een wrede heerser over Egypte. Isis vluchtte en verborg zich in de Nijldelta. Intussen was de kist met het lichaam van Osiris door de golven op de kust van Byblos geworpen. Een jonge ceder omsloot haar en groeide uit tot een prachtige, grote boom. De koning van Byblos bewonderde de boom, hakte hem om en stutte met de stam het dak van zijn paleis.

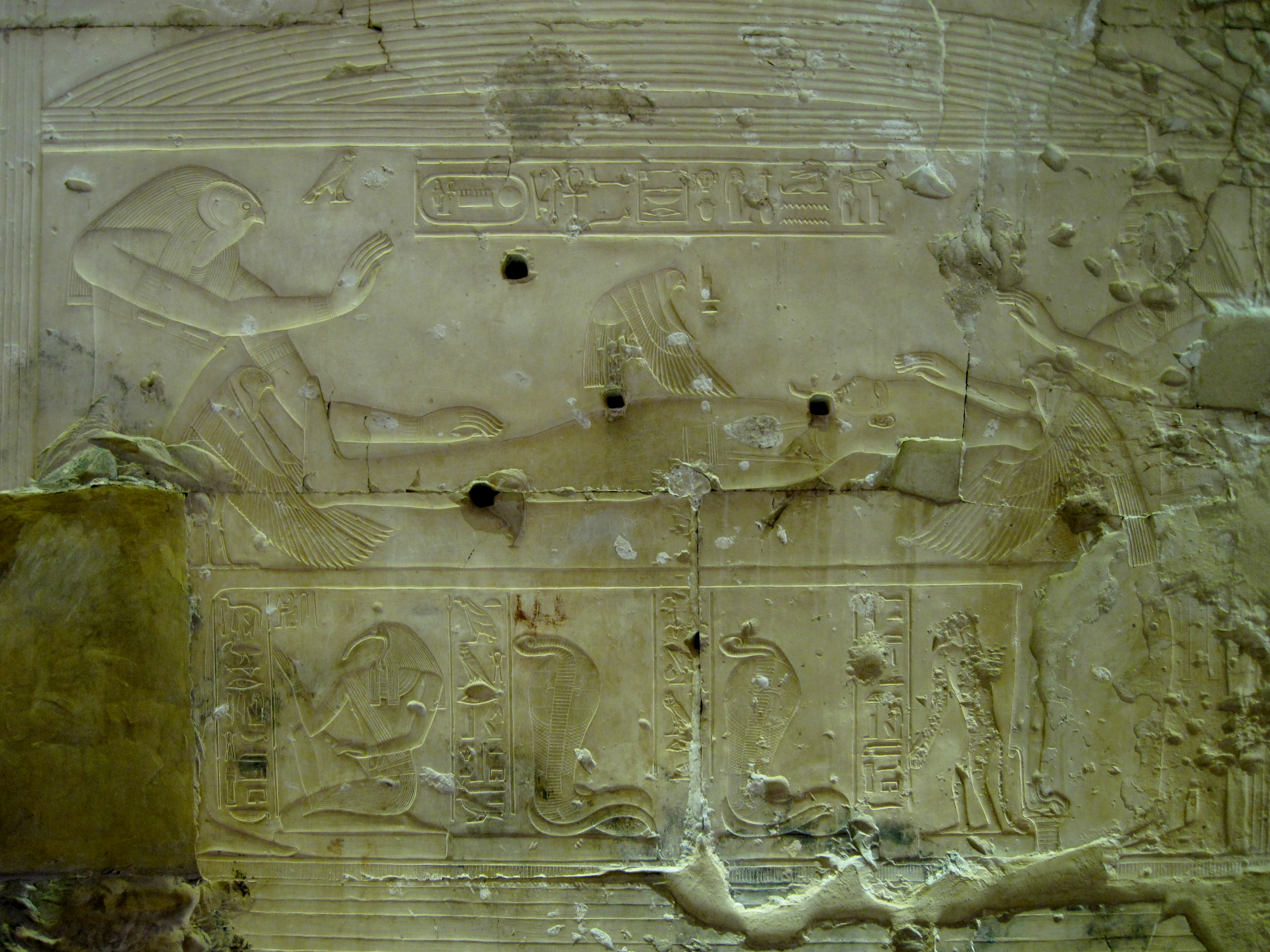
Isis, copulerend in de gedaante van een vogel, wappert met haar vleugels levensenergie in de dode Osiris en ontvangt Horus. Reliëf in de Tempel van Seti I in Abydos, Egypte

Goden en demonen verspreidden dit bericht en zo kwam het Isis ter ore. Om ervoor te zorgen dat zij - een godin - het paleis binnen kon komen, verzon Isis een list. Zij ging naar Byblos en zette zich neer aan de voet van een bron. Ze sprak met niemand, maar omringde de dienaressen van de koningin met zorg; zij vlocht hun haren en balsemde hun huid met de geur die zij zelf verspreidde. Toen de koningin haar dienaressen zag, liet zij Isis komen en nam haar in dienst. Zij kreeg als taak de baby van de koningin te verzorgen. 's Nachts veranderde Isis zich in een zwaluw en vloog zij om de pilaar met het lichaam van Osiris. Door de koningin bespied werd Isis' ware aard bekend. Bang een godin te hebben beledigd, bood de koningin Isis aan iets uit het koninkrijk tot het hare te maken. Isis koos de grote, met houtsnijwerk versierde cederhouten pilaar van het paleis en hakte deze met volle kracht doormidden. In de pilaar zat de kist met het lichaam van Osiris. Zij plaatste de kist in een boot, nam de oudste zoon van de koning mee en voer weg. Tegen de morgen stak er over de rivier de Phaidros een gure wind op. Isis ontstak in toorn en liet het water van de rivier in haar bedding verdampen. In een verlaten streek aangekomen opende zij de kist en kuste haar overleden echtgenoot. De zoon van de koning keek toe, maar in haar toorn wierp Isis hem een verschrikkelijke blik toe. Het aanzien hiervan was hem te veel en hij stierf. Isis verborg de kist met het lichaam van Osiris in het riet van de Nijl.
Jagend bij het licht van de maan vond Seth de kist. Hij sneed het lichaam in 14 stukken en verspreidde die over de Nijl. Toen Isis de lege kist ontdekte, deed zij haar uiterste best om de verspreide lichaamsdelen terug te vinden. Zij vond ze allemaal, op een na; zijn mannelijk lid. Het symbool van zijn vitaliteit was verloren. Met behulp van haar toverkracht en een twijg of tak in plaats van zijn lid slaagde zij erin hem een kind, Horus, te laten verwekken. Na zijn geboorte verborg zij Horus nabij Boeto in de moerassen van de Nijldelta, waar hij op magische wijze door zeven giftige schorpioenen werd beschermd. Bij Osiris teruggekomen balsemde en mummificeerde Isis haar echtgenoot, en zo verkreeg Osiris, door Ra voorbestemd als Koning der Doden, het eeuwige leven.
Nadat Horus volwassen was geworden bezocht hij Seth en eiste als rechtmatige opvolger de troon op. Seth verwierp de eis. Na een lange strijd versloeg Horus zijn oom en volgde hij zijn vader Osiris op als Koning der Levenden.

## Orion
Sirius, de Hondsster is van de sterren aan de zuidelijke hemel de belangrijkste. Het is de helderste ster aan de nachthemel en zijn opkomst, na 70 dagen van onzichtbaarheid, valt samen met het begin van de Nijloverstroming eind juli en markeert het begin van het nieuwe jaar. Volgens de Egyptische mythologie is de Nijloverstroming het lichaamsvocht van de gedode en verminkte Osiris. Zijn weduwe Isis is wanhopig op zoek naar zijn lijk. In de mythologie is Sirius de godin Sopdet, geassocieerd met Isis en het sterrenbeeld Orion, dat zich vlak vóór Sirius langs de nachthemel beweegt, is Osiris. De Egyptenaren verbeeldden Orion als een man, die vertwijfeld achteromkijkt en door zijn vrouw Isis (Sirius) wordt gevolgd.

## Serapis
Toen de Grieken na de verovering van Alexander de Grote als Ptolemaeën over Egypte regeerden, werden verschillende belangrijke Griekse goden, zoals Zeus en Hades verenigd met de Egyptische Osiris en stier Apis. Zo ontstond de 'nieuwe' god Serapis, die zowel Grieken als Egyptenaren konden vereren, want er was gezocht naar een manier om de twee verschillende volkeren te verenigen. Toen kregen de steden ook de Griekse namen, waar we ze tegenwoordig onder kennen. Egyptische goden werden met Griekse goden in verband gebracht, zoals de Griekse Hermes en Egyptische Thot; de Griekse Pallas Athena en Egyptische Neith. Serapis had een Grieks uiterlijk, met weelderige krullen en een grote baard. In Alexandrië werd in zijn nieuwe tempel een tien meter hoog beeld voor hem opgericht.